# Андреев, Гаха Пюрвеевич
Гаха́ Пюрвее́вич Андре́ев (27 октября 1929 года, Малодербетовский район, Калмыцкая автономная область, РСФСР, СССР — 1990) — бригадир чабанов экспериментального хозяйства Калмыцкого научно-исследовательского института мясного скотоводства. Герой Социалистического Труда (1976). Депутат Верховного Совета СССР X созыва. Депутат Верховного Совета Калмыцкой АССР. Заслуженный животновод Калмыцкой АССР.

## Биография
В возрасте 14 лет вместе с семьёй был депортирован в Сибирь в рамках акции «Улусы». В 1946 году начал трудовую деятельность в Тюмени. Был учеником кузнеца на судостроительном заводе. В 1958 году возвратился в Калмыкию и стал работать бригадиром овцеводческого комплекса Калмыцкого НИИ мясного скотоводства. В 1962 году вступил в КПСС. Вырастил троих сыновей и дочь.
За годы 9-й пятилетки бригада Гахи Андреева вырастила 14 830 ягнят при плане 14 473 ягнят и настригла 952 центнеров шерсти. Указом Президиума Верховного Совета СССР от 10 марта 1976 года «за выдающиеся успехи, достигнутые во Всесоюзном социалистическом соревновании, и проявленную трудовую доблесть в выполнении заданий девятой пятилетки и принятых обязательств по увеличению производства и продажи государству продуктов земледелия и животноводства» удостоен звания Героя Социалистического Труда с вручением ордена Ленина и золотой медали «Серп и Молот».
Избирался депутатом Верховного Совета СССР Х созыва от Совета национальностей (1979—1984) и депутатом Верховного Совета Калмыцкой АССР и Целинного районного совета.
Память
- В Элисте на Аллее героев установлен барельеф Гахи Андреева.
- С 2015 года в селе Троицкое Целинного района и городе Элиста ежегодно проводятся турниры по мини-футболу среди ветеранов. Организаторами турниров являются дети и внуки Андреева Г. П.

Награды
- Орден Ленина — трижды (22.03.1966; 08.04.1971; 1976)